# فرانکو فونتانا
فرانکو فونتانا (ایتالیایی: Franco Fontana؛ زادهٔ ۹ دسامبر ۱۹۳۳) عکاس اهل ایتالیاست که بیشتر با عکس‌های آبستره رنگی‌اش از مناظر طبیعی شناخته می‌شود.